# Percy Kilbride

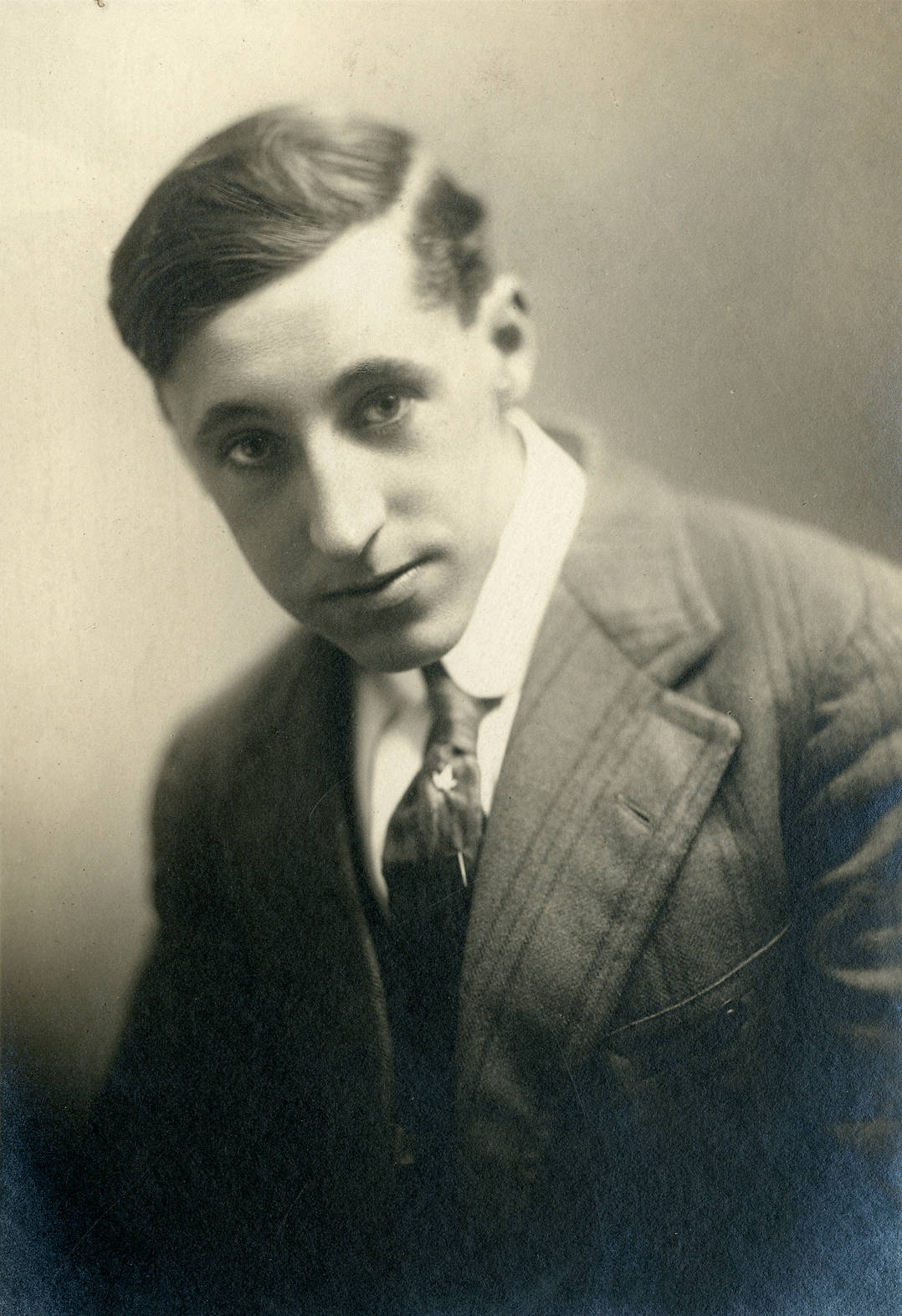
Percy Kilbride (um 1910)

Percy William Kilbride (* 16. Juli 1888 in San Francisco, Kalifornien; † 11. Dezember 1964 in Los Angeles, Kalifornien) war ein US-amerikanischer Schauspieler.

## Leben und Karriere
Percy Kilbride machte sein Schauspieldebüt mit 12 Jahren in seiner Heimatstadt San Francisco in einer Theateradaption des Charles-Dickens-Romans Eine Geschichte aus zwei Städten. Seine Schauspielkarriere verlief zunächst eher unspektakulär, er spielte vor allem in regionalen Theatergruppen. Er diente ebenfalls als Soldat im Ersten Weltkrieg. 1928 feierte er sein Debüt am Broadway in dem Stück  The Buzzard. Kilbride wurde in den 1930er Jahren zu einem vielbeschäftigten Schauspieler am Broadway und konnte so seine Bekanntheit ausbauen. Seine ersten beiden Filmauftritte, in White Woman (1933) und Soak the Rich (1936), erfolgten ebenfalls während dieser Zeit.
Erst ab 1942 widmete Kilbride dem Filmgeschäft sein Hauptaugenmerk. Er kam nach Hollywood, um neben Jack Benny die Rolle des Handwerkers Mr. ‘Kimbie’ Kimber in der Komödie Unser trautes Heim zu spielen. Bereits zuvor hatte Kilbride diese Rolle am Broadway verkörpert. In Hollywood-Filmen wurde er vor allem durch die Darstellung von exzentrischen oder verschrobenen Charakteren, oft ländlicher Herkunft, bekannt. Seinen größten Erfolg hatte er 1947 als Pa Kettle, ein freundlicher Hillbilly-Bauer mit 15 Kindern, in der Filmkomödie Das Ei und ich. An seiner Seite spielte Marjorie Main als Ehefrau Ma Kettle. Ihre beiden Figuren waren so beliebt, dass eine ganze Filmreihe mit Kilbride und Main in den Hauptrollen als Ehepaar Kettle entstand. Kilbride zeigte sich allerdings unzufrieden damit, vom amerikanischen Kinopublikum nur mit der Darstellung des Pa Kettle identifiziert zu werden, und kündigte bereits 1953 seinen Rückzug aus der Filmreihe an. 1955 zog er sich mit Ma and Pa Kettle at Waikiki nach insgesamt 33 Filmen aus dem Filmgeschäft zurück, weshalb für den letzten der insgesamt neun Pa-and-Ma-Kettle-Filme Parker Fennelly seine Rolle übernahm.
Kilbride war nie verheiratet und lebte zuletzt in einem kleinen Appartement in Hollywood. Mit seinem Freund und Schauspielkollegen Ralf Belmont wurde er am 21. September 1964 bei einem Spaziergang von einem Auto erfasst. Belmont erlag noch an der Unfallstelle seinen Verletzungen und auch Kilbride starb weniger als drei Monate später an den Spätfolgen des Unfalls in einem Sanatorium. Er wurde 76 Jahre alt.

## Filmografie
- 1933: White Woman
- 1936: Soak the Rich
- 1942: Unser trautes Heim (George Washington Slept Here)
- 1943: Die ganze Wahrheit (Keeper of the Flame)
- 1943: Crazy House
- 1943: Eine Frau für den Marshall (The Woman of the Town)
- 1944: Knickerbocker Holiday
- 1944: Die Abenteuer Mark Twains (The Adventures of Mark Twain)
- 1944: She’s a Soldier Too
- 1944: Guest in the House
- 1945: Mord in der Hochzeitsnacht (Fallen Angel)
- 1945: Jahrmarkt der Liebe (State Fair)
- 1945: Der Mann aus dem Süden (The Southerner)
- 1945: She Wouldn’t Say Yes
- 1946: The Well-Groomed Bride
- 1947: Das Ei und ich (The Egg and I)
- 1947: Mit Gesang geht alles besser (Welcome Stranger)
- 1947: Riff-Raff
- 1948: You Were Meant for Me
- 1948: Die schwarze Maske (Black Bart)
- 1948: Feudin’, Fussin’ and A-Fightin’
- 1948: Startbahn ins Glück (You Gotta Stay Happy)
- 1949: The Sun Comes Up
- 1949: Ma and Pa Kettle
- 1949: Der Mann, der zu Weihnachten kam (Mr. Soft Touch)
- 1949: Liebe auch ohne Patent (Free for All)
- 1950: Ma and Pa Kettle Go to Town
- 1950: Lach und wein mit mir (Riding High)
- 1951: Ma and Pa Kettle Back on the Farm
- 1952: Ma and Pa Kettle at the Fair
- 1953: Ma and Pa Kettle on Vacation
- 1954: Ma and Pa Kettle at Home
- 1955: Ma and Pa Kettle at Waikiki